# Ida (Kreta)
Psiloritis ("najviši") je planina u Grčkoj, koja je prije bila poznata kao Ida (pisano i kao Idha, Ídhi, Idi, Ita). To je najviša kretska planina.
Planina se nalazi u kretskoj prefekturi Retimno. Na vrhu zvanom Skinakas je smješten opservatorij Sveučilišta Krete.
Jugozapadno od planine je plodna dolina Amari.
Planina je vrlo slavno mjesto u grčkoj mitologiji. Kad je božica Reja bježala svijetom od svog supruga Krona, bila je trudna sa Zeusom, te je malog boga, koji će jednom postati bog gromovnik, rodila u špilji na Idi. Zato je Ida bila posvećena Reji i Zeusu.
Grčko ime za malinu - idaeus - potječe upravo od imena planine Ide.
Druga planina imenom Ida je također sveta, a nalazi se u današnjoj Turskoj.